# Adelomelon riosi
Adelomelon riosi (nomeada, em inglês, Rio's volute) é uma espécie de molusco gastrópode marinho pertencente à família Volutidae. Foi classificada por Clench & R. D. Turner em 1964. Sua distribuição geográfica abrange o sudoeste do oceano Atlântico, entre o Rio de Janeiro, no sudeste do Brasil, até a Mar del Plata, na Argentina; com sua localidade tipo a 130 milhas a leste. Este caramujo atinge de 25 a mais de 35 centímetros de comprimento, sendo a segunda espécie de Volutidae sul-americana em dimensão, após Adelomelon beckii. Seu descritor específico, riosi, foi dado em homenagem a Eliezer de Carvalho Rios.

A espécie A. riosi tem como habitat as águas moderadamente geladas ao sul da América do Sul; no Brasil, Uruguai e Argentina.

## Descrição da concha e hábitos
Concha com até 6 voltas, globosas, e com espiral alongada, fusiforme, dotada de protoconcha arredondada, com calcarella. Sua superfície apresenta finas linhas espirais, coloração laranja-pálida e perióstraco marrom-avermelhado; chegando até sua volta final, que apresenta abertura ampla, quando vista por baixo, possuindo um lábio externo fino, circular, e columela sem pregas oblíquas. Esta espécie carece de opérculo.
É encontrada em costas arenoso-lodosas com até 600 metros de profundidade.